# Xã Red Vermillion, Quận Nemaha, Kansas
Xã Red Vermillion (tiếng Anh: Red Vermillion Township) là một xã thuộc quận Nemaha, tiểu bang Kansas, Hoa Kỳ. Năm 2010, dân số của xã này là 110 người.